# Marie Liljedahl
Marie Liljedahl (* 15. Februar 1950 in Stockholm) ist eine ehemalige schwedische Schauspielerin.

## Leben
Die Tochter eines Immobilienmaklers und einer Russin besuchte mit vier Jahren eine Tanzschule und trat mit zehn Jahren an der Königlichen Oper auf. Nach Gesangsunterricht wirkte sie in Revuen, Musicals und Fernsehshows mit.
Nach einem ersten Filmauftritt 1966 erhielt sie 1968 die Haupt- und Titelrolle in dem schwedisch-amerikanischen Sexfilm Inga – Ich habe Lust unter der Regie von Joseph Sarno. Danach stand sie in ähnlichen Produktionen auch in Deutschland vor der Kamera. Mehrfach wurde sie in der amerikanischen Ausgabe des Magazins Playboy abgebildet. Schon zu Beginn der 1970er Jahre beendete sie ihre Filmkarriere und begann ein Studium der Ingenieurwissenschaften. Sie lebt in Stockholm.

## Filmografie
- 1966: O Zestos minas Avgoustos
- 1967: Asa-nisse i agentform
- 1968: Inga – Ich habe Lust (Jag – en oskuld)
- 1968: Schweden – Hölle oder Paradies? (Svezia, inferno e paradiso)
- 1968: Willst Du ewig Jungfrau bleiben?
- 1969: Die Verstoßene (Eva – den utstötta)
- 1969: Grimms Märchen von lüsternen Pärchen
- 1970: Die Jungfrau und die Peitsche (Eugenie)
- 1970: Heiße Spiele (Ann och Eve – de erotiska)
- 1970: Das Bildnis des Dorian Gray (Il dio chiamato Dorian)
- 1971: The Seduction of Inga (Någon att älska)